# Улахинов, Баир Николаевич
Улахинов, Баир Николаевич (род. 11 октября 1970 г.) — российский кикбоксер, двукратный бронзовый призёр чемпионатов мира (1995, 1999), многократный чемпион России (1997, 1998, 1999), чемпион России среди профессионалов (1998, 1999) и чемпион СНГ (1995), чемпион Азии (1995), чемпион мира (1997), чемпион мира среди профессионалов (2000), мастер спорта международного класса, тренер. С 2013 года — Президент Федерации кикбоксинга Республики Бурятия, член судейской коллегии федерации кикбоксинга России.

## Ранние годы
Баир Улахинов родился в городе Улан-Удэ, Республика Бурятия.
Во время учёбы в школе Баир Улахинов посещал секции баскетбола, борьбы, бокса и полевой стрельбы.

## Спортивная карьера
После армии записался в секцию рукопашного боя к известному бурятскому тренеру, заслуженному тренеру России, Владимиру Норбоевичу Балданову.
Параллельно работал в частной фирме заместителем начальника службы безопасности.
В 1993 году секция рукопашного боя переквалифицировалась на новый вид спорта — кикбоксинг, только начинавший своё активное распространение в России.
В период с 1991 по 2000 участвовал в более чем пятидесяти турнирах и провёл более двухсот поединков.
Самые значимые победы:
- Чемпионат Азии (1995) — 1 место;
- Чемпионат СНГ (1996) — 1 место;
- Чемпионат России (1997, 1998, 1999) — 1 место;
- Чемпионат Мира (1995) — 3 место;
- Чемпионат Мира (1999) — 3 место;
- Чемпионат Мира (1997) — 1 место;
- Чемпион России среди профессионалов (1998, 1999);
- Чемпион Мира среди профессионалов (2000).

"Перед боем ни с кем не могу разговаривать — сосредотачиваюсь, полностью ухожу в себя. И только перед самим поединком тренер дает установку, в каком темпе вести поединок."
Были и важные сакральные ритуалы.
"На ринг захожу с левой ноги, три раза плечом ложусь на канаты на обе стороны. Про себя читаю буддийские молитвы «Ом мани падме хум» и «Ом дари дудари дури сууха». Затем смотрю противнику в глаза и мысленно говорю ему: «Я сильней. Ты — мой!».
С 2001 по 2006 год учился в бурятском государственном университете на факультете физической культуры, получил диплом о высшем образовании по специальности «Специалист по спорту». После чего стал заниматься тренерской деятельностью, передавая свой опыт молодому поколению.

## Семья, семейное положение
Семья:
- отец — Николай Хондосович, инженер, заместитель директора завода «Электромашина»
- мать — Рыгзыма Дамбаевна, химик-эксперт в лаборатории СЭС восточно-сибирской железной дороги
- дед — Хондос Коняевич Улахинов. В своё время считался непобедимым борцом и был известен на всю Аларскую долину и Усть-Орду

Женат, две дочери.

## Настоящее время
Баир Улахинов регулярно проводит мастер-классы для юных спортсменов Бурятии, Иркутской области, Забайкальского края, в том числе для воспитанников детских домов. Под его началом кикбоксеры из Бурятии вновь стали ярко заявлять о себе на чемпионатах различного уровня.
Амгалан Дылыков — финалист чемпионата России по кикбоксингу, Саян Гармаев стал победителем Кубка Сибири по кикбоксингу. Даржаев Ананда — бронзовый призер чемпионата России по кикбоксингу. Чемпионат Первенства Сибирского федерального округа по кикбоксингу среди юниоров завоевал Влад Буянтуев. Также он является бронзовым призером чемпионата России по кикбоксингу, участник чемпионата Европы по кикбоксингу в г. Скопье (Македония).
Баир Николаевич также является членом судейской коллегии федерации кикбоксинга России. За его плечами судейство на многочисленных турнирах, проводимых разными региональными федерациями, под патронажем федерации кикбоксинга России, большой опыт судейства как вне, так и внутри ринга.